# لوميا (تشاد)
لوميا هي محافظة فرعية تابعة لمنطقة شاري باقرمي في تشاد.